# Brazo
Le missile Brazo était un projet américain, visant à produire un missile anti-radar conçu pour un emploi air-air.
Développé par la firme Hughes Aircraft, ce missile fut développé sur la base du missile air-air AIM-7 Sparrow. Il parvint à accomplir avec succès de nombreux essais mais fut pourtant abandonné à la fin de son programme de tests. 

## Conception et développement
Fruit d'une coopération entre la firme Hughes et la marine américaine, le projet du missile Brazo fut démarré en 1972, ayant pour objectif final de prouver l'utilité d'un missile air-air employant une technologie de détection radar passive, comme le faisaient habituellement les missiles antiradars classiques, tels les Standard ARM et autres missiles air-sol destinés à détruire des sites de lancements de missiles sol-air et véhicules antiaériens du front.
Le nom de « Brazo » viendrait d'un des ingénieurs développeurs de la Navy, d'origine hispanique, qui aurait traduit le nom d'« ARM » par « brazo », les deux noms étant les traductions anglaise et espagnole du mot français « bras ». Le sigle ARM correspond en réalité à l'abréviation d'« Anti Radiation Missile », pour « missile antiradar ».
Plus tard, en 1973, le projet « Pave ARM » de l'US Air Force, dont les objectifs étaient similaires fut intégré dans le programme du Brazo, l'Air Force conservant tout de même la responsabilité de la bonne conduite des tests du missile.

## Caractéristiques
Premier missile air-air anti-radar des États-Unis, le Brazo utilisait la structure déjà existante du missile air-air AIM-7E Sparrow, équipée d'un nouvel autodirecteur à radar passif, construit par la firme Hughes et conçu par le Navy Electronics Laboratory, un laboratoire de la Navy. L'autodirecteur devait pouvoir détecter et verrouiller les sources d'émissions radar ennemies, telles que celles provenant des radars d'avions intercepteurs ou d'appareils de veille radar avancée AWACS.

## Carrière opérationnelle
Le premier test de tir du Brazo fut mené en avril 1974, tiré depuis un F-4D Phantom de l'US Air Force et détruisant avec succès un drone BQM-34 Firebee.
Ce premier succès fut suivi par quatre autres l'année suivante, avec une série de quatre tirs sans échec, malgré des conditions de tests parfois difficiles. En dépit de cette réussite, le programme qui devait en découler, l'« ERASE » (Electro-magnetic RAdiation Source Elimination : élimination des sources de rayonnements électromagnétiques), fut annulé et aucun missile air-air anti-radar ne verrait le jour en Occident.